# Adéodat de Toul
Adéodat ou Dieudonné († 690 (?)) est le dix-huitième évêque de Toul.

## Biographie
L'évêque Adéodat (Adeodatus en latin) succéda à Saint Bodon vers 673 (?). Il était un homme distingué par sa science et ses vertus dans le royaume d'Austrasie. Il fut député par l'assemblée générale des évêques des Gaules pour assister au Concile de Rome en 680 par le pape Agathon. Voici la souscription qu'il fit aux actes de ce concile où l'on condamna les erreurs des Monothélites. « Moi, Adéodat, humble évêque de la sainte Eglise des Leukes, et député de la vénérable assemblée des Gaules, j'ai souscrit à ce décret que nous avons fait unanimement selon notre foi apostolique » 
L'année précédente, Adéodat avait assisté à un autre concile tenu aussi à Rome par ce même pape au sujet de Wilfrid, évêque d'York chassé injustement de son siège. Wilfrid avait passé par l'Austrasie pour se rendre à ce concile et Dagobert II qui voulait lui témoigner sa reconnaissance pour les services qu'il lui avait rendus pendant son exil en Irlande lui avait offert de le nommer évêque de Strasbourg. Wilfrid ayant refusé, le roi lui avait fait de riches présents et avait donné l'ordre à Adéodat de l'accompagner dans son voyage à Rome.
Son successeur a été l'évêque Ermenthée.